# 瓦西河畔比利
瓦西河畔比利（法語：Billy-sur-Oisy）是法国涅夫勒省的一个市镇，属于克拉姆西區（Clamecy）克拉梅西县（Clamecy）。该市镇总面积26.65平方公里，2009年时的人口为414人。

## 人口
瓦西河畔比利人口变化图示